# Daniele Conti
Pour les articles homonymes, voir Conti.
Daniele Conti est un footballeur italien (né le 9 janvier 1979 à Nettuno, en province de Rome), évoluant au poste de milieu de terrain.

## Biographie
Daniele est le fils de Bruno Conti, joueur emblématique de l'AS Rome et champion du monde en 1982 avec l'équipe d'Italie. C'est tout naturellement donc que le fils suit les traces de son père. Il fait ses premiers pas dans les équipes jeunes de l'AS Rome. Il débute en Serie A lors de la saison 1996-97, à 17 ans. Ce sera son seul et unique match de la saison. Il ne fait pas d'apparition en équipe première la saison suivante mais y refait son retour lors de la saison 1998-99 où il joue 4 matchs en championnat et 1 en Coupe d'Italie. Il en profite pour marquer son premier but dans l'élite.
Toutefois son temps de jeu reste famélique malgré un certain potentiel. Les comparaisons avec son père sont de surcroît un lourd fardeau dans la capitale. Il passe alors, lors de la saison 1999-00, en copropriété au Cagliari Calcio, toujours en Serie A. Sa première saison est difficile, faite de conflits avec les entraîneurs et des performances en dents de scie. Il ne joue lors de sa première saison que 9 matchs pour 1 but, avec la relégation à la clé malgré une demi-finale de Coupe d'Italie. Pourtant le club paye un peu moins d'1 milliard et demi de lire pour s'assurer l'intégralité du joueur[réf. nécessaire]. 
C'est donc en Serie B que Daniele Conti va forger son expérience et imprimer sa marque au jeu de l'équipe. Le purgatoire va durer quatre ans où il alternera les bonnes et moins bonnes saisons. Toutefois, il s'est imposé au centre du terrain du club sarde. L'équipe remporte le championnat de Serie B lors de la saison 2003-04 et remonte en Serie A. Cela fait désormais six saisons qu'il se maintient avec son club, disputant aussi une nouvelle demi-finale de Coupe d'Italie. Son contrat avec le club sarde court jusqu'en 2013. C'est sa dixième saison au club, dont il partage le capitanat avec Diego López. Depuis son retour en Serie A, il n'a jamais disputé moins de 30 matchs de championnat.

## Clubs
- 1996-1999 : AS Rome
- 1999-2015 : Cagliari Calcio

## Palmarès
- 1 championnat de Serie B : 2003-04